# (378002) ʻAkialoa
(378002) ʻAkialoa est un astéroïde de la ceinture principale.

## Description
(378002) ʻAkialoa est un astéroïde de la ceinture principale. Il fut découvert le 14 septembre 2006 à Mauna Kea par Joseph Masiero. Il présente une orbite caractérisée par un demi-grand axe de 2,27 UA, une excentricité de 0,04 et une inclinaison de 7,6° par rapport à l'écliptique.
Il est nommé d'après la famille d'oiseaux akialoa, dont la plupart des représentants sont éteints.